# Monotheletisme en mono-energisme
Het monotheletisme (ook mono-energisme) (van de Griekse betekenis "één wil") is binnen de theologie een christologische doctrine over hoe het goddelijke en het menselijke zich in de persoon van Jezus Christus verhouden.

## Twee naturen, maar slechts één wil
De leer van het monotheletisme ontstond rond 629 in Armenië en Syrië. De theologische discussies die aan deze doctrine voorafgingen werden in de 6de en 7de eeuw binnen de kerken van het Nabije Oosten gevoerd. Het was de bedoeling een compromis te vinden tussen het monofysitisme en de tweenaturenleer die verbonden was met het Concilie van Chalcedon (451). Het woord “natuur” werd in het monotheletisme vervangen door “wil” of “energie”.
In het bijzonder leert het monotheletisme dat Jezus Christus twee naturen, maar slechts één wil (monotheletisme) of één energie (mono-energisme) heeft. Deze kon worden afgeleid uit zijn persoon (hypostase), die één is, niet uit zijn twee naturen. 
Zo kon men spreken over één energie, één wil zonder de enkelvoudige natuur (van de monofysieten) te moeten erkennen. Dit in tegenstelling tot de in die tijd meer geaccepteerde christologie, dat Jezus Christus dyotheletisch is, met een menselijke en een goddelijke wil, welke overeenkomen met zijn twee naturen. Het monotheletisme kwam voort uit de miafysitische of monofysitische positie in de christologische debatten.

## Geschiedenis
Het monotheletisme genoot in de vroege middeleeuwen grote populariteit en verkreeg in het tweede kwart van de 7e eeuw ook patriarchale en pauselijke steun. Onder meer de Byzantijnse keizer Heraclius was een pleitbezorger van deze compromistheologie.
Later werd de leer echter afgewezen en zelfs veroordeeld als ketterij. Het monotheletisme werd op het Lateraans Concilie van 649 en het Concilie van Constantinopel III in 680-681 veroordeeld.

## Voetnoten
1. ↑  Bury, blz. 251